# 豊中市の地名
- 大阪府 > 豊中市 > 地名

豊中市の地名では、大阪府豊中市内に存在する町名を一覧にして記す。

## 現行の町名
まず市内の現行の町名を表にして郵便番号順に記す。
| 郵便番号   | 町名       | 読み方                 |
| ---------- | ---------- | ---------------------- |
| 〒560-0001 | 北緑丘     | きたみどりがおか       |
| 〒560-0002 | 緑丘       | みどりがおか           |
| 〒560-0003 | 東豊中町   | ひがしとよなかちょう   |
| 〒560-0004 | 少路       | しょうじ               |
| 〒560-0005 | 西緑丘     | にしみどりがおか       |
| 〒560-0011 | 上野西     | うえのにし             |
| 〒560-0012 | 上野坂     | うえのさか             |
| 〒560-0013 | 上野東     | うえのひがし           |
| 〒560-0014 | 熊野町     | くまのちょう           |
| 〒560-0015 | 赤阪       | あかさか               |
| 〒560-0016 | 栗ケ丘町   | くりがおかちょう       |
| 〒560-0021 | 本町       | ほんまち               |
| 〒560-0022 | 北桜塚     | きたさくらづか         |
| 〒560-0023 | 岡上の町   | おかかみのちょう       |
| 〒560-0024 | 末広町     | すえひろちょう         |
| 〒560-0025 | 立花町     | たちばなちょう         |
| 〒560-0026 | 玉井町     | たまいちょう           |
| 〒560-0031 | 螢池北町   | ほたるがいけきたまち   |
| 〒560-0032 | 螢池東町   | ほたるがいけひがしまち |
| 〒560-0033 | 螢池中町   | ほたるがいけなかまち   |
| 〒560-0034 | 螢池南町   | ほたるがいけみなみまち |
| 〒560-0035 | 箕輪       | みのわ                 |
| 〒560-0036 | 螢池西町   | ほたるがいけにしまち   |
| 〒560-0041 | 清風荘     | せいふうそう           |
| 〒560-0042 | 石橋麻田町 | いしばしあさだちょう   |
| 〒560-0043 | 待兼山町   | まちかねやまちょう     |
| 〒560-0044 | 刀根山元町 | とねやまもとまち       |
| 〒560-0045 | 刀根山     | とねやま               |
| 〒560-0046 | 千里園     | せんりえん             |
| 〒560-0051 | 永楽荘     | えいらくそう           |
| 〒560-0052 | 春日町     | かすがちょう           |
| 〒560-0053 | 向丘       | むかいがおか           |
| 〒560-0054 | 桜の町     | さくらのちょう         |
| 〒560-0055 | 柴原町     | しばはらちょう         |
| 〒560-0056 | 宮山町     | みややまちょう         |
| 〒560-0081 | 新千里北町 | しんせんりきたまち     |
| 〒560-0082 | 新千里東町 | しんせんりひがしまち   |
| 〒560-0083 | 新千里西町 | しんせんりにしまち     |
| 〒560-0084 | 新千里南町 | しんせんりみなみまち   |
| 〒560-0085 | 上新田     | かみしんでん           |
| 〒561-0801 | 曽根西町   | そねにしまち           |
| 〒561-0802 | 曽根東町   | そねひがしのちょう     |
| 〒561-0803 | 城山町     | しろやまちょう         |
| 〒561-0804 | 曽根南町   | そねみなみまち         |
| 〒561-0805 | 原田南     | はらだみなみ           |
| 〒561-0806 | 原田西町   | はらだにしまち         |
| 〒561-0807 | 原田中     | はらだなか             |
| 〒561-0808 | 原田元町   | はらだもとまち         |
| 〒561-0811 | 若竹町     | わかたけちょう         |
| 〒561-0812 | 北条町     | きたじょうちょう       |
| 〒561-0813 | 小曽根     | おぞね                 |
| 〒561-0814 | 豊南町東   | ほうなんちょうひがし   |
| 〒561-0815 | 豊南町南   | ほうなんちょうみなみ   |
| 〒561-0816 | 豊南町西   | ほうなんちょうにし     |
| 〒561-0817 | 浜         | はま                   |
| 〒561-0821 | 日出町     | ひのでちょう           |
| 〒561-0022 | 三国       | みくに                 |
| 〒561-0823 | 神州町     | かみすちょう           |
| 〒561-0824 | 大島町     | おおしまちょう         |
| 〒561-0825 | 二葉町     | ふたばちょう           |
| 〒561-0826 | 島江町     | しまえちょう           |
| 〒561-0827 | 大黒町     | だいこくちょう         |
| 〒561-0828 | 三和町     | さんわちょう           |
| 〒561-0829 | 千成町     | せんなりちょう         |
| 〒561-0831 | 庄内東町   | しょうないひがしまち   |
| 〒561-0832 | 庄内西町   | しょうないにしまち     |
| 〒561-0833 | 庄内幸町   | しょうないさいわいまち |
| 〒561-0834 | 庄内栄町   | しょうないさかえまち   |
| 〒561-0835 | 庄本町     | しょうもとちょう       |
| 〒561-0836 | 庄内宝町   | しょうないたからまち   |
| 〒561-0841 | 名神口     | めいしんぐち           |
| 〒561-0842 | 今在家町   | いまざいけちょう       |
| 〒561-0843 | 上津島     | こうづしま             |
| 〒561-0844 | 利倉西     | とくらにし             |
| 〒561-0845 | 利倉       | とくら                 |
| 〒561-0846 | 利倉東     | とくらひがし           |
| 〒561-0851 | 服部元町   | はっとりもとまち       |
| 〒561-0852 | 服部本町   | はっとりほんまち       |
| 〒561-0853 | 服部南町   | はっとりみなみまち     |
| 〒561-0854 | 稲津町     | いなづちょう           |
| 〒561-0855 | 野田町     | のだちょう             |
| 〒561-0856 | 穂積       | ほづみ                 |
| 〒561-0857 | 服部寿町   | はっとりことぶきちょう |
| 〒561-0858 | 服部西町   | はっとりにしまち       |
| 〒561-0859 | 服部豊町   | はっとりゆたかまち     |
| 〒561-0861 | 東泉丘     | ひがしいずみがおか     |
| 〒561-0862 | 西泉丘     | にしいずみがおか       |
| 〒561-0863 | 広田町     | ひろたちょう           |
| 〒561-0864 | 夕日丘     | ゆうひがおか           |
| 〒561-0865 | 旭丘       | あさひがおか           |
| 〒561-0871 | 東寺内町   | ひがしてらうちちょう   |
| 〒561-0872 | 寺内       | てらうち               |
| 〒561-0873 | 服部緑地   | はっとりりょくち       |
| 〒561-0874 | 長興寺南   | ちょうこうじみなみ     |
| 〒561-0875 | 長興寺北   | ちょうこうじきた       |
| 〒561-0881 | 中桜塚     | なかさくらづか         |
| 〒561-0882 | 南桜塚     | みなみさくらづか       |
| 〒561-0883 | 岡町南     | おかまちみなみ         |
| 〒561-0884 | 岡町北     | おかまちきた           |
| 〒561-0885 | 岡町       | おかまち               |
| 〒561-0891 | 走井       | はしりい               |
| 〒561-0892 | 山ノ上町   | やまのうえちょう       |
| 〒561-0893 | 宝山町     | ほうざんちょう         |
| 〒561-0894 | 勝部       | かつべ                 |
|            | 南空港町   | みなみくうこうちょう   |

※南空港町には郵便番号が設定されていない。

## 地名の変遷
括弧内は大字の場合は旧自治体名、数字の場合は成立年もしくは廃止年、町名の場合は旧町名である。

### 成立当初の地名
同市は1936年、豊能郡豊中町・桜井谷村・麻田村・熊野田村が対等合併することによって成立した。
成立当時は合併各町村の大字を継承した以下の大字が編成されていた。
 旧豊中町 
- 新免（1964年廃止）
- 南轟木（1964年廃止）
- 山ノ上（1973年廃止）
- 桜塚（1975年廃止）
- 岡町

 旧桜井谷村 
- 柴原（1966年廃止）
- 南刀根山（1958年廃止）
- 北刀根山（1966年廃止）
- 内田（1988年廃止）
- 少路（1988年廃止）
- 野畑（1976年廃止）

 旧麻田村 
- 麻田（1974年廃止）
- 箕輪（1975年廃止）
- 走井（1975年廃止）

 旧熊野田村 
旧熊野田村については大字が編成されておらず、豊中市成立後も当分の間は大字が編成されていなかった。

### 周辺町村の編入
1947年から1955年にかけて市内に以下の町村が編入され、以下の大字が継承された。以下旧町村別に記す。
 中豊島村（1947年編入） 
- 曽根（1970年廃止）
- 服部（1972年廃止）
- 岡山（1975年廃止）
- 福井（1975年廃止）
- 長興寺（1974年廃止）
- 長興寺西ノ町（1945年、曽根・福井・岡山・曽根・（豊中市）桜塚の各一部より成立、1965年廃止）

 小曽根村（1947年編入） 
- 小曽根（1974年廃止）
- 北条（1974年廃止）
- 浜（1966年廃止）
- 寺内（1975年廃止）
- 石蓮寺（1974年廃止）
- 長島（1957年廃止）

 南豊島村（1947年編入） 
- 原田（1975年廃止）
- 勝部（1975年廃止）
- 南今在家（1973年廃止）
- 上津島（1975年廃止）
- 穂積（1975年廃止）
- 利倉（1977年廃止）

 新田村（一部、1952年編入） 
- 上新田（1973年廃止）

 庄内町（1955年編入） 
- 野田（1972年廃止）
- 牛立（1963年廃止）
- 三屋（1960年廃止）
- 菰江（1967年廃止）
- 島江（1964年廃止）
- 洲到止（1964年廃止）
- 島田（1973年廃止）
- 庄本（1966年廃止）

### 昭和前中期に成立した町名
1942年から町名設置が行われ、1963年までに以下の町名が設置されている。
- 桜塚本通1 - 7丁目（1940年、桜塚・（南豊島村）原田、1968年廃止）
- 桜塚元町1 - 6丁目（1940年、桜塚、1968年廃止）
- 桜塚東通1 - 8丁目（1940年、桜塚・（南豊島村）原田、1968年廃止）
- 豊中北通1 - 2丁目（1942年、新免・南轟木、1964年2丁目廃止、1971年1丁目廃止）
- 相生通1 - 2丁目（1942年、新免・南轟木、1964年廃止）
- 小松通1 - 4丁目（1942年、新免・南轟木、1964年廃止）
- 豊中本通1 - 4丁目（1942年、新免・南轟木・山ノ上、1964年廃止）
- 梅ケ枝通1 - 2丁目（1942年、新免・南轟木・山ノ上、1964年廃止）
- 豊中南通1 - 2丁目（1942年、新免・南轟木、1964年廃止）
- 春日通1 - 2丁目（1942年、新免・南轟木、1964年廃止）
- 吉野通1 - 2丁目（1942年、新免・南轟木・山ノ上、1964年廃止）
- 若松通1 - 3丁目（1942年、新免・南轟木・山ノ上、1964年廃止）
- 玉井町（1942年、新免・南轟木、1964年廃止）
- 松ケ枝通1 - 3丁目（1942年、新免・山ノ上・南轟木、1964年廃止）
- 高松通1 - 2丁目（1942年、新免・山ノ上・南轟木、1964年廃止）
- 橘通1 - 2丁目（1942年、新免・南轟木・山ノ上、1964年廃止）
- 常盤通1 - 3丁目（1942年、新免・南轟木、1964年廃止）
- 松葉通1 - 4丁目（1942年、新免・南轟木・山ノ上、1964年廃止）
- 若葉通1 - 4丁目（1942年、新免・南轟木・山ノ上、1964年廃止）
- 千歳通1 - 4丁目（1942年、新免・南轟木・山ノ上、1964年廃止）
- 高砂通1 - 3丁目（1942年、新免・南轟木・山ノ上、1964年廃止）
- 末広通1 - 3丁目（1942年、新免・南轟木・山ノ上、1964年廃止）
- 蓬来通1 - 2丁目（1942年、新免・南轟木、1950年廃止）
- 旭通1 - 2丁目（1942年、新免・南轟木、1950年廃止）
- 栄通1 - 2丁目（1942年、新免・南轟木、1964年廃止）
- 下川原町（1942年、新免・南轟木、1964年廃止）
- 山ノ上宝通1 - 2丁目（1949年、桜塚・山ノ上・南轟木、1969年廃止）
- 山ノ上町2 - 5丁目（1949年、原田・新免・山ノ上・南轟木・桜塚、はじめは1丁目を編成、1950年2 - 5丁目に再編、1964年廃止）
- 岡町北1 - 10丁目（1949年、桜塚・新免・南轟木・山ノ上・原田・岡山・旭通1 - 2丁目・蓬来通1 - 2丁目・岡町、はじめは1 - 4丁目を編成、1950年5 - 10丁目が成立、1969年廃止）
- 岡町南1 - 8丁目（1949年、桜塚・原田・岡山、1969年廃止）
- 南今在家町（1951年、南今在家、1973年廃止）
- 上津島町（1951年、上津島・利倉・南今在家、1975年廃止）
- 曽根東1 - 2丁目（1952年、原田・岡山・曽根・福井、1956年廃止）
- 原田南町（1952年、原田・岡山・曽根・福井・勝部、1975年廃止）
- 原田中町（1952年、原田・岡山、1974年廃止）
- 原田北町（1952年、原田・岡山、1974年廃止）
- 勝部東町（1952年、原田・勝部・岡山・桜塚、1974年廃止）
- 利倉東町（1952年、利倉、1975年廃止）
- 利倉西町（1952年、利倉、1977年廃止）
- 利倉南町（1952年、利倉、1977年廃止）
- 利倉北町（1952年、利倉、1975年廃止）
- 本町1 - 10丁目（1953年、新免・南轟木・旧熊野田村・柴原・北刀根山・南刀根山・内田、はじめは1丁目を編成、1954年2 - 10丁目が成立、1972年廃止）
- 上野1 - 9丁目（1954年、新免・南轟木・内田・北刀根山・少路・旧熊野田村、はじめは1 - 6丁目を編成、1956年7 - 9丁目が成立、1971年1 - 7・9丁目廃止、1975年8丁目廃止）
- 柴原1丁目（1954年、柴原、1959年廃止）
- 千里園1 - 3丁目（1954年、南刀根山・柴原）
- 刀根山1 - 7丁目（1954年、南刀根山・麻田・箕輪・北刀根山・柴原、はじめは1 - 2丁目を編成、1954年3 - 7丁目が成立、1971年廃止）
- 栗ケ丘町（1956年、桜塚本通6丁目）
- 東豊中町1 - 6丁目（1956年、旧熊野田村、はじめは1 - 5丁目を編成、1963年6丁目が成立）
- 熊野町1 - 4丁目（1956年、旧熊野田村、はじめは1 - 6丁目を編成、1972年6丁目廃止、1975年5丁目廃止）
- 赤阪1丁目（1956年、旧熊野田村）
- 曽根東町1 - 6丁目（1956年、曽根東1 - 2丁目・岡山・原田・曽根・福井・服部、はじめは1 - 5丁目を編成、1957年6丁目が成立）
- 曽根西町1 - 3丁目（1956年、曽根・原田・岡山・勝部・曽根東1丁目・岡町南7 - 8丁目・原田元町1 - 3丁目、はじめは1 - 3丁目を編成、1969年4丁目が成立）
- 原田元町1 - 5丁目（1956年、原田・岡山・曽根、1969年廃止）
- 螢池南町1 - 3丁目（1957年、南刀根山・麻田）
- 螢池西町1 - 4丁目（1957年、麻田、1970年廃止）
- 螢池中町1 - 4丁目（1957年、麻田）
- 螢池北町1 - 3丁目（1957年、麻田）
- 服部本町1 - 5丁目（1957年、服部・福井）
- 服部元町1 - 2丁目（1957年、服部・福井）
- 服部南町1 - 5丁目（1957年、穂積・服部）
- 豊南町東1 - 4丁目（1957年、小曽根・北条・長島・寺内・石蓮寺、はじめは1 - 6丁目を編成、1968年5 - 6丁目廃止）
- 豊南町西1 - 5丁目（1957年、長島・浜・小曽根・寺内・北条）
- 豊南町南1 - 6丁目（1957年、長島・小曽根・浜・北条）
- 稲津町1 - 5丁目（1957年、穂積・野田、1969年廃止）
- 菰江本町1 - 2丁目（1957年、菰江・小曽根、1973年廃止）
- 刀根山元町（1958年、南刀根山・北刀根山）
- 清風荘1 - 2丁目（1958年、麻田・北刀根山）
- 螢池東町1 - 4丁目（1958年、麻田・南刀根山・北刀根山）
- 庄内東町1 - 6丁目（1958年、野田・三屋・牛立）
- 柴原町1 - 5丁目（1959年、柴原1丁目・内田・柴原・少路）
- 春日町1 - 4丁目（1959年、野畑、はじめは1 - 3丁目を編成、1960年4丁目が成立、1972年廃止）
- 宮山町1 - 4丁目（1960年、野畑・少路・内田・柴原）
- 庄内西町1 - 5丁目（1960年、野田・庄本・三屋・牛立）
- 庄内幸町1 - 5丁目（1960年、島江・島田・野田・三屋・庄本・牛立・菰江、1967年菰江を編入）
- 庄内栄町1 - 5丁目（1960年、島田・庄本・三屋）
- 庄内宝町1 - 3丁目（1960年、庄本）
- 桜の町1 - 6・8 - 9丁目（1961年、内田・柴原・少路・宮山町1丁目、1972年廃止）
- 永楽荘1 - 4丁目（1963年、野畑）
- 旭丘（1963年、旧熊野田村）
- 三和町1 - 4丁目（1963年、牛立・菰江）
- 日出町1 - 2丁目（1963年、菰江・牛立）
- 神州町（1963年、菰江・洲到止）
- 大黒町1 - 3丁目（1963年、島江・菰江・洲到止）
- 千成町1 - 3丁目（1963年、菰江・洲到止・庄本・島江）
- 島江町1 - 2丁目（1963年、島江・庄本・洲到止）

### 昭和後期から現在までに成立した町名
豊中市では1964年から主に区画整理による住居表示が実施され、現在までに以下の町名が設置されている。
- 玉井町1 - 4丁目（1964年、玉井町・常盤通1 - 3丁目・栄通1 - 2丁目・小松通1 - 4丁目・豊中本通1 - 4丁目・豊中南通1 - 2丁目・梅ケ枝通1 - 2丁目・相生通1 - 2丁目・春日通1 - 2丁目・吉野通1 - 2丁目・下川原町・山ノ上町4 - 5丁目・豊中北通1 - 2丁目・松ケ枝通1 - 3丁目・新免・山ノ上・南轟木、1971年豊中北通1丁目を編入）
- 立花町1 - 3丁目（1964年、松葉通4丁目・千歳通4丁目・高砂通3丁目・末広通3丁目・高松通1 - 2丁目・橘通1 - 2丁目・山ノ上町4 - 5丁目・若松通3丁目・常盤通3丁目・松ケ枝通3丁目・岡町北1 - 10丁目・新免）
- 末広町1 - 3丁目（1964年、松葉通1 - 3丁目・若葉通1 - 3丁目・千歳通1 - 3丁目・高砂通1 - 2丁目・末広通1 - 2丁目・常盤通1 - 3丁目・岡町北1 - 10丁目）
- 山ノ上町1 - 3丁目（1964年、山ノ上町2 - 5丁目、1969年2 - 3丁目廃止、1973年1丁目廃止）
- 服部西町1 - 5丁目（1964年、穂積・服部・利倉・利倉東町、はじめは1 - 4丁目を編成、1972年5丁目が成立）
- 服部寿町1 - 5丁目（1964年、穂積・上津島町、はじめは1 - 4丁目を編成、1972年5丁目が成立）
- 大島町1 - 3丁目（1964年、庄本・洲到止・菰江）
- 二葉町1 - 3丁目（1964年、島江・庄本・洲到止）
- 庄本町1 - 4丁目（1964年、庄本）
- 上野坂1 - 2丁目（1965年、上野8 - 9丁目・内田・少路・東豊中町1丁目）
- 城山町1 - 4丁目（1965年、福井・長興寺・曽根・岡山・服部）
- 服部豊町1 - 2丁目（1965年、服部）
- 長興寺北1 - 3丁目（1965年、長興寺、はじめは1 - 2丁目を編成、1972年3丁目が成立）
- 長興寺南1 - 4丁目（1965年、長興寺西ノ町・曽根・福井・岡山・長興寺・服部、はじめは1 - 3丁目を編成、1972年4丁目が成立）
- 小曽根1 - 5丁目（1965年、小曽根・北条・浜・豊南町東2丁目・石蓮寺）
- 浜1 - 4丁目（1965年、浜・小曽根・寺内・北条・豊南町西1丁目）
- 新千里北町1 - 3丁目（1965年、上新田・（吹田市）山田上・青山台3丁目）
- 下新田（1965年、吹田市下新田の一部より編入、1973年廃止）
- 佐井寺（1965年、吹田市佐井寺の一部より編入、1973年廃止）
- 山田中（1965年、吹田市山田中の一部より編入、1973年廃止）
- 山田上（1965年、吹田市山田上の一部より編入、1966年廃止）
- 待兼山町（1966年、柴原・北刀根山・内田）
- 夕日丘1 - 3丁目（1966年、旧熊野田村・長興寺）
- 若竹町1 - 2丁目（1966年、寺内・石蓮寺・小曽根・北条・長興寺）
- 北条町1 - 4丁目（1966年、浜・寺内・小曽根・北条・石蓮寺・服部・穂積）
- 名神口1 - 3丁目（1966年、穂積・島田・上津島・南今在家・南今在家町・庄本）
- 新千里東町1 - 3丁目（1966年、上新田・山田上・古江台1丁目）
- 新千里西町1 - 3丁目（1966年、上新田）
- 野田町（1967年、穂積・野田・島田）
- 北桜塚1 - 4丁目（1968年、桜塚東通6 - 8丁目・桜塚本通6 - 7丁目・本町5丁目・桜塚元町6丁目）
- 中桜塚1 - 5丁目（1968年、桜塚元町2 - 5丁目・桜塚本通3 - 5丁目・桜塚東通2 - 5丁目・岡町北1丁目・栗ケ丘町・桜塚）
- 南桜塚1 - 4丁目（1968年、桜塚元町1丁目・桜塚本通1 - 3丁目・桜塚東通2丁目）
- 東泉丘1 - 4丁目（1968年、旧熊野田村、はじめは1 - 2丁目を編成、1976年3 - 4丁目が成立）
- 西泉丘1 - 3丁目（1968年、旧熊野田村、はじめは1 - 2丁目を編成、1976年3丁目が成立）
- 新千里南町1 - 3丁目（1968年、上新田・東豊中町1 - 6丁目・旧熊野田村、はじめは1 - 2丁目を編成、1969年3丁目が成立）
- 山田上（1968年、吹田市山田上の一部より編入、1973年廃止）
- 津雲台7丁目（1968年、吹田市津雲台7丁目の一部より編入、1973年廃止）
- 山ノ上町（1969年、岡町北1 - 10丁目・山ノ上町1 - 3丁目・箕輪・走井・桜塚）
- 宝山町（1969年、山ノ上宝通1 - 2丁目・岡町南4丁目・桜塚・原田・岡町北1 - 10丁目）
- 岡町北1 - 3丁目（1969年、岡町北1 - 10丁目・岡町南1 - 2丁目）
- 岡町南1 - 3丁目（1969年、岡町南1 - 8丁目・勝部東町・桜塚・原田）
- 緑丘1 - 5丁目（1969年、少路・内田・野畑・東豊中町2丁目）
- 原田元町1 - 3丁目（1969年、原田元町1 - 5丁目・原田・岡町南8丁目・原田北町・原田中町・原田南町）
- 稲津町1 - 3丁目（1969年、稲津町1 - 5丁目・服部南町4丁目）
- 螢池西町1 - 3丁目（1970年、螢池西町1 - 4丁目・麻田・箕輪）
- 箕輪1 - 3丁目（1970年、箕輪・麻田・走井・螢池南町3丁目、はじめは1 - 2丁目を編成、1974年3丁目が成立）
- 曽根南町1 - 3丁目（1970年、曽根・服部・利倉・岡山・福井・利倉東町・原田・原田南町、はじめは1 - 2丁目を編成、1973年3丁目が成立）
- 上野東1 - 3丁目（1971年、上野1 - 9丁目）
- 上野西1 - 4丁目（1971年、上野1 - 9丁目・桜の町6丁目・本町9 - 10丁目・少路）
- 刀根山1 - 6丁目（1971年、刀根山1 - 7丁目・柴原町2丁目・千里園2丁目・刀根山元町）
- 本町1 - 9丁目（1972年、本町1 - 10丁目）
- 桜の町1 - 7丁目（1972年、桜の町1 - 6・8 - 9丁目・内田・少路）
- 向丘1 - 3丁目（1972年、少路・野畑・春日町2丁目）
- 春日町1 - 5丁目（1972年、春日町1 - 4丁目・桜の町9丁目）
- 穂積1 - 2丁目（1972年、野田・穂積・島田）
- 利倉東1 - 2丁目（1972年、利倉東町・利倉）
- 走井1 - 3丁目（1973年、走井・箕輪・勝部・岡山・麻田）
- 勝部1 - 3丁目（1973年、原田北町・勝部東町・桜塚・原田・勝部・岡山・山ノ上・山ノ上町1丁目）
- 今在家町（1973年、南今在家・上津島・南今在家町・上津島町）
- 上津島1 - 3丁目（1973年、島田・上津島・上津島町・南今在家・南今在家町・利倉南町・穂積、はじめは1 - 2丁目を編成、1975年3丁目が成立）
- 利倉1 - 3丁目（1973年、利倉北町・利倉西町・利倉東町・利倉南町・利倉・穂積、はじめは1 - 2丁目を編成、1975年3丁目が成立）
- 上新田1 - 4丁目（1973年、旧熊野田村・新千里東町2丁目・上新田・下新田・佐井寺・山田中・山田上・津雲台7丁目）
- 三国1 - 2丁目（1973年、菰江本町1 - 2丁目）
- 石橋麻田町[注釈 1]（1974年、麻田）
- 広田町（1974年、旧熊野田村）
- 服部緑地（1974年、長興寺・寺内・旧熊野田村・北条・小曽根・石蓮寺）
- 原田西町（1974年、原田・勝部・岡山・桜塚・福井）
- 原田中1 - 2丁目（1974年、原田北町・原田中町・勝部東町・原田南町・原田）
- 西緑丘1 - 3丁目（1975年、野畑・少路・内田、はじめは1 - 2丁目を編成、1976年3丁目が成立）
- 少路1 - 2丁目（1975年、少路・野畑・上野8丁目）
- 南空港町（1975年、勝部・桜塚・岡山・走井・箕輪・福井・原田）
- 寺内1 - 2丁目（1975年、寺内）
- 東寺内町（1975年、寺内）
- 原田南1 - 2丁目（1975年、原田南町・利倉北町・利倉東町・利倉西町・原田・利倉）
- 北緑丘1 - 2丁目（1976年、野畑、1985年3丁目が成立）
- 利倉西1 - 2丁目（1977年、利倉・利倉西町・利倉南町）